# Diecezja Santa Elena
Diecezja Santa Elena (łac. Dioecesis Daulensis) – diecezja Kościoła rzymskokatolickiego w Ekwadorze. Należy do metropolii Guayaquil. 
2 lutego 2022 została erygowana przez papieża Franciszka z części archidiecezji Guayaquil.

## Główne świątynie
- Katedra: Katedra św. Heleny w Santa Elena

## Ordynariusze
- Guido Iván Minda Chalá (od 2022)